# Ascario (obispo de Palencia)

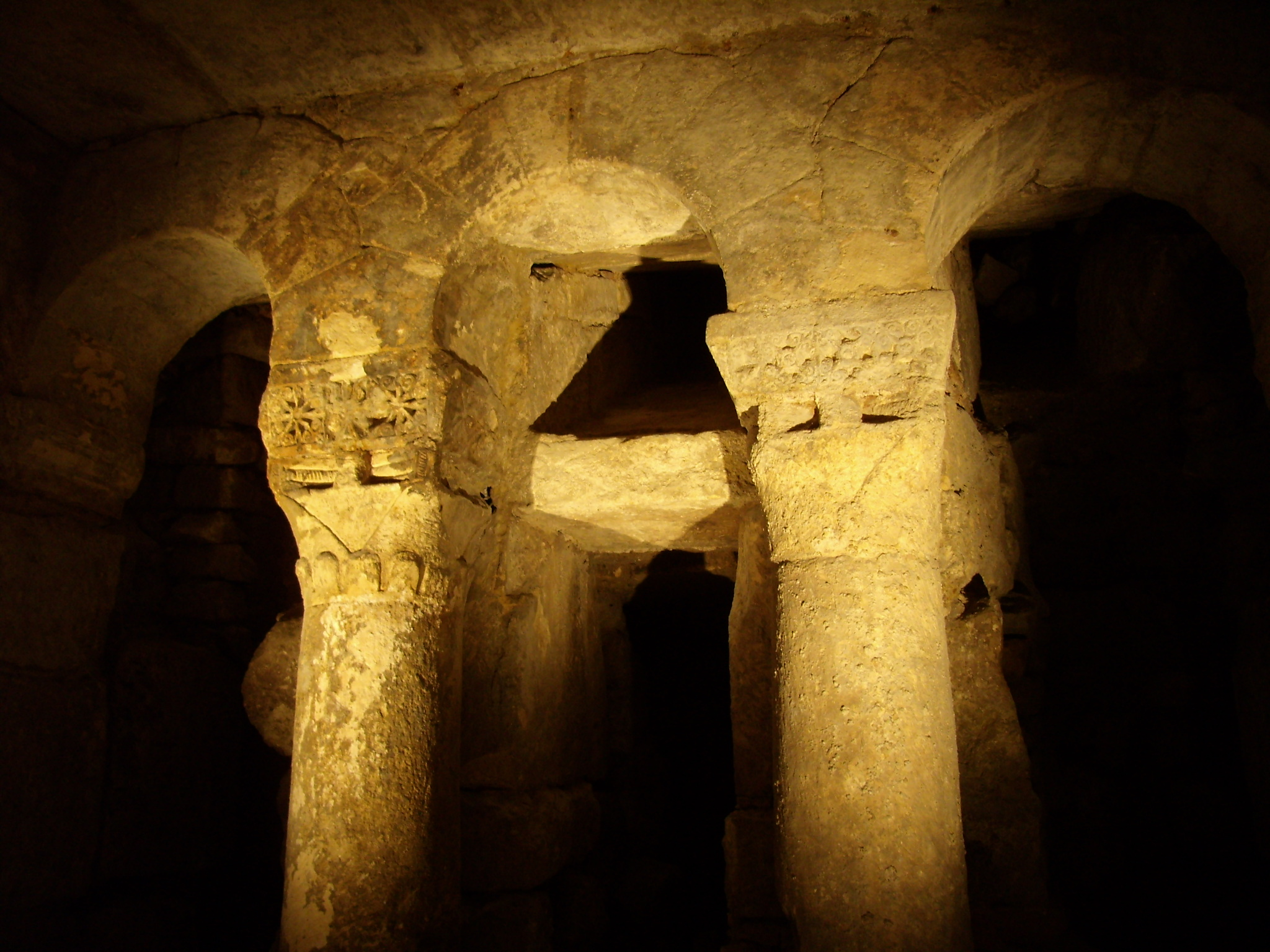
Cripta donde sale Ascario, Restos visigodos en la cripta de la Catedral de Palencia.

Ascario, Fascario, Ascaricus o Ascarico, es el cuarto obispo de Palencia conocido. 
Aparece tan sólo mencionado durante el año 653, en el VIII Concilio de Toledo, celebrado en el quinto año del reinado de Recesvinto.
La tradición palentina lo ubica al lado del rey Wamba, en 672, durante la revuelta de la región de Septimania.